# Bomolocha valvceralis
Bomolocha valvceralis är en fjärilsart som beskrevs av William Schaus. Bomolocha valvceralis ingår i släktet Bomolocha och familjen nattflyn. Inga underarter finns listade i Catalogue of Life.